# Christina Egelund

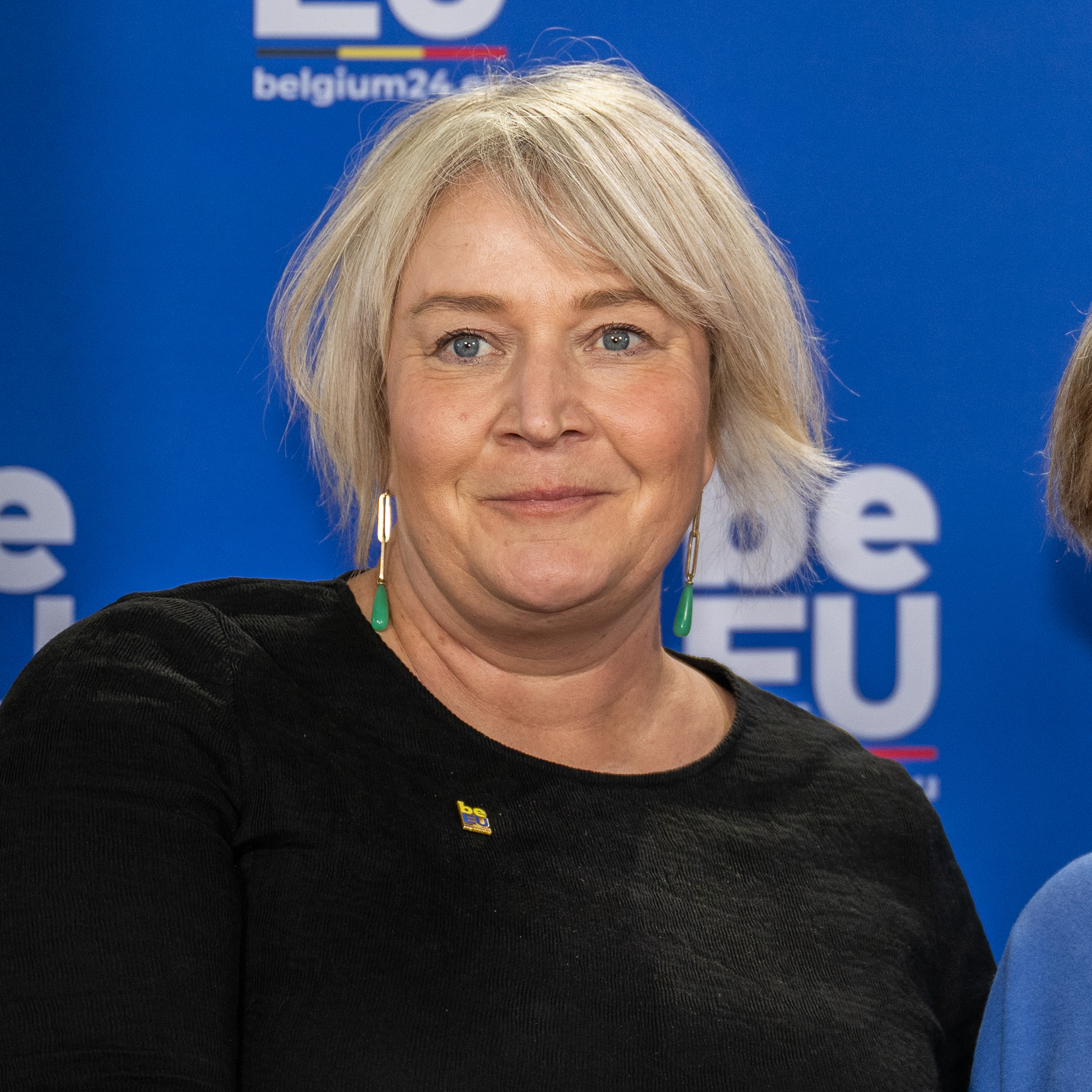
Christina Egelund

Christina Egelund (* 9. Dezember 1977 in Hjørring) ist eine dänische Politikerin und Unternehmerin. Von 2015 bis 2019 saß sie für die Liberal Alliance im Folketing, von 2018 bis 2019 war sie deren Fraktionsvorsitzende. Gemeinsam mit Simon Emil Ammitzbøll-Bille gründete sie 2019 die kurzlebige Partei Fremad. Seit 15. Dezember 2022 gehört sie für die Moderaten der Regierung Frederiksen II als Ministerin für Hochschulbildung und Forschung an.

## Ausbildung und Leben
Von 2002 bis 2003 studierte Egelund Französische Literatur und Sprache an der Sorbonne in Paris. Seit 2006 ist sie Eigentümerin und Betreiberin eines Camping- und Ferienparks in Saltum.

## Politische Karriere
Egelund war zunächst Mitglied der Konservativen Volkspartei und aktiv in deren Jugendorganisation. 2010 wechselte sie zur Liberal Alliance. Bei der Europawahl 2014 war sie Spitzenkandidatin ihrer neuen Partei, verpasste jedoch den Einzug ins Europaparlament. Bei der Folketingswahl 2015 konnte sie im Großwahlkreis Nordjütland (Nordjyllands Storkreds) ein Mandat für die Liberalen gewinnen. Von 2016 bis 2018 war sie Politische Sprecherin der Liberalen im dänischen Parlament, von 2018 bis 2019 war sie Fraktionsvorsitzende. Bei der Folketingswahl 2019 verlor sie ihr Mandat und trat anschließend aus der Liberal Alliance aus, da sich diese ihrer Ansicht zu sehr von nationalkonservativen Strömungen geprägt sei.
Gemeinsam mit Simon Emil Ammitzbøll-Bille gründete sie im November 2019 die Partei Fremad (dänisch für Vorwärts). Als politische Sprecherin und stellvertretende Vorsitzende trat sie mit ihrer neuen Partei für eine humane Einwanderungspolitik und ein Bekenntnis zur Europäischen Union ein. 2020 wurde die Partei wieder aufgelöst.
2022 trat sie der neugegründeten Partei der Moderaten bei, lehnte eine erneute Parlamentskandidatur jedoch ab. Für die Koalitionsregierung aus Sozialdemokraten, Venstre und Moderaten (Regierung Frederiksen II), nominierte sie der Moderaterne-Vorsitzende Lars Løkke Rasmussen als Ministerin für Ausbildung und Forschung. Sie trat ihr neues Amt am 15. Dezember 2022 an. Sie ist eins von zwei Kabinettsmitgliedern, welches nicht dem Folketing angehört.